# Siegfried Jankowski
Siegfried Jankowski (* 6. Februar 1927 in Frankleben; † 13. Oktober 1997) war ein deutscher Politiker und ehemaliger Landtagsabgeordneter (SPD).

## Leben
Nach dem Besuch der Volksschule absolvierte er eine Ausbildung zum Laboranten und übte anschließend diese Tätigkeit aus. Von 1960 bis 1987 war er freigestellter Betriebsratsvorsitzender.
Der SPD gehörte Jankowski seit 1960 an. Er war in verschiedenen Parteigremien vertreten. Seit 1954 war er Mitglied der IG Chemie, Papier, Keramik.
Vom 29. Mai 1980 bis 31. Mai 1995 war Jankowski Mitglied des Landtags des Landes Nordrhein-Westfalen. Er wurde jeweils im Wahlkreis 022 Leverkusen II – Rheinisch-Bergischer Kreis I direkt gewählt.
Dem Gemeinderat der Stadt Leichlingen (Rheinland) gehörte er von 1967 bis 1994 an. Von 1975 bis 1979 war Jankowski Mitglied im Kreistag des Rheinisch-Bergischen Kreises.